# Fbx15
Fbx15 (engl. F-box protein 15) ist ein Protein, das kennzeichnend von embryonalen Stammzellen gebildet wird. Fbx15 wird zur Isolierung von induzierten pluripotenten Stammzellen (iPS-Zellen) verwendet.

## Eigenschaften
Fbx15 spielt eine Rolle bei der Ubiquitinylierung, welche zur Markierung und zum Abbau von Proteinen in einer Zelle verwendet wird. Fbx15 dient im Ubiquitin-Proteasom-System der Substrat-Erkennung als Bestandteil des Proteinkomplexes der E3-Ubiquitinligase vom SCF-Typ (SKP1-CUL1-F-box protein). Fbx15 bindet an Skp1 und Cul1.
Fbx15 wird durch das Gen FBXO15 codiert, beide werden als Markerprotein bzw. als Markergen ebenfalls verwendet. Beim Verfahren zur Erzeugung der iPS-Zellen werden somatische Zellen in vitro reprogrammiert, sodass sie wieder Pluripotenz erhalten und embryonalen Stammzellen ähneln. Da nicht alle Zellen reprogrammiert werden, müssen die erfolgreich reprogrammierten Zellen von den anderen Zellen getrennt werden.
„Ein in diese somatischen Zellen eingeführtes Selektionssystem auf der Basis eines unabhängigen ES-zellspezifischen Gens (Fbx15) sollte es ermöglichen, erfolgreich reprogrammierte Zellen zu isolieren. Auf diese Weise konnte gezeigt werden, dass die gemeinsame Überexpression von 4 Genen – des Oct4-, Sox2-, Klf4- und c-Myc-Gens – in den Bindegewebszellen ausreicht, um ES-zellähnliche Zellen zu generieren.“